# Sammy (entreprise)
Sammy Corporation (サミー株式会社, Samī kabushikigaisha) est une société japonaise qui exerce son activité dans le domaine du développement et commercialisation de pachinkos, de pachislots et de jeux vidéo depuis 1975.

## Description
La société Sammy Corporation est une très ancienne société japonaise issue d'une partie de la société Satomi Corporation.
Elle a concentré son activité sur la création et le développement de pachislot et de jeux vidéo pour devenir un des leaders japonais et mondial. Sammy Corporation a fondé beaucoup de filiales aussi bien au Japon qu'à travers le monde.
Le premier octobre 2004, Sammy Holding Co., Inc. annonce le rachat de la société Sega Corporation. La société est totalement intégrée au groupe. La Holdings change de nom pour Sega Sammy Holdings Inc.

## Historique
Le 1er novembre 1975, Sammy nait de la séparation de la branche du matériel de divertissement de la société Satomi Corporation, société créée en 1947.
En 1978, Sammy construit une usine dans le quartier d'Itabashi à Tōkyō.
En 1981, la société rejoint une association de fabricants de Pachislot "Nippon Dendousiki Yuugiki Kougyou Kyoudou Kumiai". Une filiale est créée dans la ville d'Osaka : Sammy Sales and Marketing Co., Ltd.. Sammy commence à fabriquer et à vendre des pashislots l'année suivante.
En 1988, la filiale American Sammy Corporation est fondée en Californie aux États-Unis, puis la fabrication et la commercialisation de jeux vidéo est lancée. L'année suivante, l'usine de Sammy déménage pour Sayama, dans la préfecture de Saitama.
La filiale Japan Soft Technology Co., Ltd. est créée à Nagoya où le développement et la fabrication de jeu vidéo débute, ainsi que Nippon eicom Co., Ltd., dans le quartier de Itabashi à Tōkyō.
Sammy Marketing Co., Ltd. fusionne avec Sammy en 1991 et le siège social du groupe déménage dans le quartier de Toshima à Tōkyō. En 1992, Japan Soft Technology Co., Ltd. fusionne également avec Sammy. American Sammy Corporation se déplace dans l'Illinois aux États-Unis.
En 1995, Techno Sammy Co., Ltd. est fondé dans le but de rationaliser les activités du groupe, puis la filiale Sammy USA Corporation est établie l'année suivante, dans l'Illinois aux États-Unis.
1997 voit la fusion de Techno Sammy Co., Ltd. avec Sammy. La filiale MAXBET Co., Ltd. est fondée  dans le quartier de Meguro à Tōkyō. Un complexe d'arcade, le "Sammy's Street 156" ouvre à Sagamihara dans la préfecture de Kanagawa. La société adopte le nom de Sammy Corporation.
En 1998, la construction d'un nouveau bâtiment pour accueillir le groupe, mais également utilisé comme le centre de logistique, est achevée dans la ville Sapporo sur l'île d'Hokkaidō, pour renforcer des ventes, la commercialisation et la capacité de distribution. Une filiale Sammy Amusement Service Co., Ltd. est créée dans le quartier de Toshima à Tōkyō dont le but est de renforcer la capacité de vente des machines de jeu d'arcade. Un nouveau complexe d'arcade, "Sammy's Street 118" est ouvert dans le quartier de Kita à Tōkyō.
Sammy Corporation rentre dans le capital de Spike Co., Ltd. en 1999 et une filiale appelée Vaill Co., Ltd. est créée dans ce groupe. La filiale Underground Liberation Force Inc. qui a pour but de pénétrer le marché de la musique et de l'audio, est créée dans le quartier de Shibuya, à Tōkyō. Sammy Corporation est enregistrée sur marché OTC.
En 2000, la société développe le secteur du pachislot et du pachinko, neuf bureaux de vente sont ouverts à travers le pays, puis travaille en collaboration avec KK Aristocrat Technologies pour produire des pachislots. 
RODEO Co., Ltd., anciennement Barcrest Co., Ltd. rejoint le groupe en tant que filiale. Quat Technology Inc. est créé dans le quartier de Minato, à Tōkyō dans le but de développer des middlewares. Une nouvelle filiale de création de contenu digital, appelée Dimps CORP. est créée. Un nouveau service, « A-1 League » dont le secteur d'activité est les jeux et Internet pour les téléphones portables, voit également le jour.
Sammy Corporation fournit en sous-traitance à KK Aristocrat Technologies du matériel de pachislot dès 2001. La société est maintenant classée dans la première section de la Bourse de Tokyo. Elle participe à la mise en place de Joyco Systems Co., Ltd., une société qui propose un système de matériel (pour les matériels de divertissement) pré-payé. Une filiale appelée Sammy Europe Limited est fondée à Londres en Angleterre, ainsi que Sammy Entertainment Inc. à Los Angeles aux États-Unis. La construction de l'usine Kawagoe Factory est achevée. Deux nouvelles filiales vont rejoindre le groupe : SI Electronics Ltd. et Shuko Electronics Co., Ltd.. Sammy Design Co., Ltd. est fondée en tant que filiale de cette dernière. Un nouveau centre appelé "Sammy 777 Town" est ouvert.
En 2002, Sammy Holding Co., Inc. est fondé pour manager le groupe, pendant la réorganisation des filiales du groupe à travers le monde.
Sammy Entertainment, Inc. change de nom pour celui de Sammy Studio, Inc. et déménage vers San Diego en  Californie aux États-Unis.
Le 1er octobre 2004, Sammy Holding Co., Inc. annonce le rachat de la société Sega Corporation. La société est totalement intégrée au groupe. La Holdings change de nom pour Sega Sammy Holdings Inc. ,.

## Liste des produits

### Jeux vidéo
- Gamera: Gyaos Gekimetsu Sakusen (1995, Super Nintendo)
- Dolphin Blue (2003, Arcade)
- Lethal Skies 2 (2004, PlayStation 2)